# Jóga

Modèle:Infobox Musique (chanson)
Jóga est une chanson figurant dans l'album Homogenic de la chanteuse islandaise Björk. C'est le premier single extrait de cet opus. Il est diffusé pour la première fois à la radio aux Etats-Unis le 15 septembre 1997.

## Le clip
Le clip officiel de « Jóga » a été réalisé par Michel Gondry et tourné en Islande en août 1997.  
Sa particularité est de ne montrer Björk que brièvement au début et à la fin, l’essentiel du clip étant consacré à des paysages islandais spectaculaires.  
À l’aide d’images aériennes et d’animations numériques, des séismes fictionnels font bouger et fracturer des pans de terrain, jusqu’à montrer une île flottant dans la poitrine de Björk à la fin du clip.  
Le tournage a eu lieu du 1er au 4 août 1997 avec un enregistrement sur pellicule 6×6 (Ektachrome 100 ASA), puis numérisé pour la postproduction.
- Page en anglais sur « Jóga »
- Clip de « Jóga » sur YouTube